# 卢森堡行政区划
卢森堡全国今天分为12个县（法語：canton），向下再分为100个市镇（法語：commune）。在县之上曾经有区（法語：district）这一级别的区划，现已废除。

## 区
卢森堡曾被分为3个区。区曾是卢森堡的第一级行政区划，已于2015年10月3日废除。 
- 迪基希區
- 格雷文馬赫區
- 盧森堡區

## 县
卢森堡共有12个县，县曾是卢森堡三个区的下辖机构，但现在是卢森堡的一级行政区划。 
- 克莱沃县
- 迪基希县
- 雷当日县
- 菲安登县
- 维尔茨县
- 埃希特纳赫县
- 格雷文马赫县
- 雷米希县
- 卡佩伦县
- 阿尔泽特河畔埃施县
- 卢森堡县
- 梅尔施县

## 市镇
市镇是卢森堡最基層的行政区划单位。 

### 城市
12个市镇拥有城市地位，其中一些自中世纪早期就已经拥有。卢森堡城是该国的首都，是该国最大的城市。 
- 迪基希（德语、法语：Diekirch；卢森堡语：Dikrech）
- 迪弗当日（法语：Differdange；德语：Differdingen；卢森堡语：Déifferdeng）
- 迪德朗日（法语：Dudelange；德语：Düdelingen；卢森堡语：Diddeleng）
- 埃希特纳赫（德语、法语：Echternach；卢森堡语：Iechternach）
- 阿尔泽特河畔埃施（法语：Esch-sur-Alzette；德语：Esch an der Alzette；卢森堡语：Esch-Uelzecht）
- 埃特尔布吕克（德语：Ettelbrück；法语：Ettelbruck；卢森堡语：Ettelbréck）
- 格雷文马赫（德语、法语：Grevenmacher；卢森堡语：Gréiwemaacher）
- 卢森堡（法语：Luxembourg；德语：Luxemburg；卢森堡语：Lëtzebuerg）
- 雷米希（德语、法语：Remich；卢森堡语：Réimech）
- 吕姆朗日（法语：Rumelange；德语：Rümelingen；卢森堡语：Rëmeleng）
- 菲安登（德语、法语：Vianden；卢森堡语：Veianen）
- 维尔茨（德语、法语：Wiltz；卢森堡语：Wolz）